# Adam Lallana
Adam David Lallana (St Albans, 10 maggio 1988) è un allenatore di calcio ed ex calciatore inglese, di ruolo centrocampista o ala, attuale collaboratore tecnico della nazionale Under-21 inglese.

## Biografia
Lallana è nato a St Albans, Hertfordshire, ma si trasferì nell'area di Iford a Bournemouth, Dorset, quando aveva cinque anni. Ha frequentato la Corpus Christi School seguita dalla St Peter's Catholic School. Da bambino, Lallana supportava l'Everton, come suo padre. È di discendenza spagnola; suo nonno paterno è originario di Madrid.
Lallana si è sposato con la sua fidanzata Emily Jubb il 24 dicembre 2013. La coppia, che era insieme da sette anni, aveva pianificato di sposarsi il 14 giugno 2014, lo stesso giorno dell'inizio del Mondiale di calcio in Brasile con l'Inghilterra contro l'Italia. Hanno poi deciso di sposarsi in anticipo presso l'Ufficio di Stato Civile di Poole, Dorset. Insieme hanno due figli, nati nel 2012 e nel 2015.
Nel 2014, Lallana è stato scelto come modello per la collezione Autunno/Inverno di French Connection. Ha mostrato il suo servizio fotografico di moda in un'intervista con la rivista Esquire.

## Caratteristiche tecniche
È un calciatore polivalente, può ricoprire molti ruoli del centrocampo, ma il suo ruolo principale è quello di trequartista. Molto bravo tecnicamente, è inoltre in grado di calciare molto bene con entrambi i piedi.

## Carriera

### Giocatore

#### Club

##### Gli inizi, Southampton
La carriera di Lallana inizia nelle giovanili del Southampton dove esordisce con la prima squadra nel campionato di seconda divisione inglese nel 2006. Dopo una piccola parentesi in prestito al Bournemouth torna al Southampton dove diventa uno dei perni principali della squadra. La svolta arriva durante la stagione 2011-2012 dove con 41 presenze e 11 gol da un grosso contributo alla sua squadra alla promozione in Premier League. La stagione 2013-2014 è quella della definitiva consacrazione: infatti con 38 presenze e 9 gol in Premier League si guadagna un posto in nazionale oltre che attirare su di lui gli occhi dei maggiori club inglesi ed europei. In campionato mette a segno un gol a tre delle principali squadre inglesi, ovvero Tottenham, Arsenal e Manchester United.

##### Liverpool
Dopo 8 anni al Southampton, il 1º luglio 2014 si trasferisce al Liverpool per la cifra di 31 milioni di euro, firmando un contratto quinquennale. Il 13 settembre 2014 trova la prima presenza con la maglia dei reds dopo aver smaltito un piccolo infortunio al ginocchio nella gara persa 0-1 in casa contro l'Aston Villa. Segna il suo primo gol con il Liverpool nella partita di campionato contro il West Bromwich, terminata con una vittoria per 2-1. Il 16 settembre arriva la prima presenza in assoluto in una competizione europea giocando la partita Liverpool-Ludogorets 2-1 valida per la prima giornata della fase a girone della Champions League 2014-2015, mentre il 19 febbraio 2015 trova la prima presenza in Europa League nella gara vinta 1-0 in casa contro i turchi del Beşiktaş. La prima doppietta con la maglia del Liverpool arriva il 29 dicembre nella gara vinta 4-1 in casa contro lo Swansea City. Conclude la prima stagione con 41 presenze e 6 gol in totale.
Nella nuova stagione, nonostante il cambio di tecnico che incorona Jurgen Klopp come nuovo manager dei reds, non perde il posto da titolare, anzi diventa uno dei punti di riferimento per il tecnico tedesco. Nelle prime due giornate della fase a gironi dell'Europa League segna 2 gol, i primi per lui in una competizione europea, nelle partite finite entrambe con il punteggio di 1-1. Il 23 gennaio 2016 trova invece il primo gol in campionato nella vittoria per 4-5 sul campo del Norwich. Nella stagione perde due finali: la prima di Football League Cup ai rigori contro il Manchester City, mentre la seconda in Europa League nella finale contro il Siviglia.
La terza stagione inizia subito bene per lui, infatti nella prima giornata di campionato trova il primo gol stagionale e il primo assist nella vittoria per 4-3 sul campo dell'Arsenal. Il 22 ottobre in occasione della vittoria per 2-1 sul WBA raggiunge quota 100 presenze con la maglia del Liverpool. L'11 dicembre 2016 in occasione della 15ª giornata torna al gol in Premier League nella partita pareggiata per 2-2 contro il West Ham ad Anfield.

##### Brighton
Il 27 luglio 2020, rimasto svincolato dopo sei anni di esperienza vissuta coi Reds, viene ingaggiato a parametro zero dal Brighton, firmando un contratto triennale. Con la nuova maglia scende in campo spesso come titolare nel ruolo di trequartista o centrocampista centrale. Il 13 marzo 2023 rinnova per un'ulteriore stagione su richiesta di De Zerbi che non vuole fare a meno delle qualità del centrocampista inglese; arriva a giocare più di 100 presenze nel Brighton al termine della stagione 2023-2024. Al termine della stagione non rinnova il proprio contratto con i seagulls.

##### Ritorno al Southampton e ritiro
Dopo 10 anni il centrocampista inglese torna al Southampton, club in cui è cresciuto firmando un contratto per una stagione, dopo esser terminato il contratto con il Brighton dato in scadenza il 30 giugno 2024.
Al termine della stagione 2024-2025, culminata con la retrocessione dei Saints in Championship, annuncia il ritiro dal calcio giocato.

#### Nazionale
Il 18 novembre 2008 ha giocato una partita con la nazionale inglese Under-21.
Il 15 novembre 2013 debutta in nazionale maggiore, nell'amichevole persa 2-0 contro la nazionale cilena. Viene convocato per gli Europei 2016 in Francia, manifestazione in cui scende in campo in tre occasioni.

### Allenatore
Durante la sua esperienza al Brighton, dopo la partenza del manager Graham Potter verso il Chelsea, Lallana ha assistito ad interim Andrew Crofts come allenatore della prima squadra. Il 6 settembre 2023 i Seagulls annunciano l'ingresso di Lallana nello staff tecnico della nazionale Under-21 inglese.
Il 7 aprile 2025, dopo l'esonero di Ivan Jurić come allenatore del Southampton, viene nominato collaboratore tecnico di Simon Rusk fino al termine della stagione.

## Statistiche

### Presenze e reti nei club
Statistiche aggiornate al 15 marzo 2025.
| Stagione                      | Squadra            | Campionato         | Campionato | Campionato | Coppe nazionali | Coppe nazionali | Coppe nazionali | Coppe continentali | Coppe continentali | Coppe continentali | Altre coppe | Altre coppe | Altre coppe | Totale | Totale |
| Stagione                      | Squadra            | Comp               | Pres       | Reti       | Comp            | Pres            | Reti            | Comp               | Pres               | Reti               | Comp        | Pres        | Reti        | Pres   | Reti   |
| ----------------------------- | ------------------ | ------------------ | ---------- | ---------- | --------------- | --------------- | --------------- | ------------------ | ------------------ | ------------------ | ----------- | ----------- | ----------- | ------ | ------ |
| 2006-2007                     | Southampton        | FLC                | 1          | 0          | FACup+CdL       | 0+1             | 0+0             | -                  | -                  | -                  |             | -           | -           | 2      | 0      |
| lug.-ott.2007 e nov.2007-2008 | Southampton        | FLC                | 5          | 1          | FACup+CdL       | 0               | 0               | -                  | -                  | -                  | -           | -           | -           | 5      | 1      |
| ott.-nov. 2007                | Bournemouth        | FL1                | 3          | 0          | FACup+CdL       | 0               | 0               | -                  | -                  | -                  | FLT         | 1           | 0           | 4      | 0      |
| 2008-2009                     | Southampton        | FLC                | 40         | 1          | FACup+CdL       | 0+3             | 0+1             | -                  | -                  | -                  | -           | -           | -           | 43     | 2      |
| 2009-2010                     | Southampton        | FL1                | 44         | 15         | FACup+CdL       | 5+2             | 1+2             | -                  | -                  | -                  | FLT         | 5           | 2           | 56     | 20     |
| 2010-2011                     | Southampton        | FL1                | 36         | 8          | FACup+CdL       | 3+2             | 2+1             | -                  | -                  | -                  | FLT         | -           | -           | 41     | 11     |
| 2011-2012                     | Southampton        | FLC                | 41         | 11         | FACup+CdL       | 2+3             | 1+1             | -                  | -                  | -                  | -           | -           | -           | 46     | 13     |
| 2012-2013                     | Southampton        | PL                 | 30         | 3          | FACup+CdL       | 0               | 0               | -                  | -                  | -                  | -           | -           | -           | 30     | 3      |
| 2013-2014                     | Southampton        | PL                 | 38         | 9          | FACup+CdL       | 3+1             | 1+0             | -                  | -                  | -                  | -           | -           | -           | 42     | 10     |
| 2014-2015                     | Liverpool          | PL                 | 27         | 5          | FACup+CdL       | 4+4             | 1+0             | UCL+UEL            | 4+2                | 0                  | -           | -           | -           | 41     | 6      |
| 2015-2016                     | Liverpool          | PL                 | 30         | 4          | FACup+CdL       | 0+6             | 0               | UEL                | 13                 | 3                  | -           | -           | -           | 49     | 7      |
| 2016-2017                     | Liverpool          | PL                 | 31         | 8          | FACup+CdL       | 1+3             | 0               | -                  | -                  | -                  | -           | -           | -           | 35     | 8      |
| 2017-2018                     | Liverpool          | PL                 | 12         | 0          | FACup+CdL       | 1+0             | 0               | UCL                | 2                  | 0                  | -           | -           | -           | 15     | 0      |
| 2018-2019                     | Liverpool          | PL                 | 13         | 0          | FACup+CdL       | 0               | 0               | UCL                | 3                  | 0                  | -           | -           | -           | 16     | 0      |
| 2019-2020                     | Liverpool          | PL                 | 15         | 1          | FACup+CdL       | 2+2             | 0               | UCL                | 0                  | 0                  | CS+SU+Cmc   | 1+0+2       | 0           | 22     | 1      |
| Totale Liverpool              | Totale Liverpool   | Totale Liverpool   | 128        | 18         |                 | 23              | 1               |                    | 24                 | 3                  |             | 3           | 0           | 178    | 22     |
| 2020-2021                     | Brighton           | PL                 | 30         | 1          | FACup+CdL       | 1+0             | 0               | -                  | -                  | -                  | -           | -           | -           | 31     | 1      |
| 2021-2022                     | Brighton           | PL                 | 24         | 0          | FACup+CdL       | 1+0             | 0               | -                  | -                  | -                  | -           | -           | -           | 25     | 0      |
| 2022-2023                     | Brighton           | PL                 | 16         | 2          | FACup+CdL       | 1+1             | 1+0             | -                  | -                  | -                  | -           | -           | -           | 18     | 3      |
| 2023-2024                     | Brighton           | PL                 | 25         | 0          | FACup+CdL       | 2+1             | 0+0             | UEL                | 2                  | 0                  | -           | -           | -           | 30     | 0      |
| Totale Brighton               | Totale Brighton    | Totale Brighton    | 95         | 3          |                 | 7               | 1               |                    | 2                  | 0                  |             | -           | -           | 104    | 4      |
| 2024-2025                     | Southampton        | PL                 | 14         | 0          | FACup+CdL       | 1+3             | 0+0             | -                  | -                  | -                  | -           | -           | -           | 18     | 0      |
| Totale Southampton            | Totale Southampton | Totale Southampton | 249        | 48         |                 | 29              | 10              |                    | -                  | -                  |             | 5           | 2           | 283    | 60     |
| Totale carriera               | Totale carriera    | Totale carriera    | 475        | 69         |                 | 58              | 12              |                    | 26                 | 3                  |             | 9           | 2           | 568    | 86     |

### Cronologia presenze e reti in nazionale
| Cronologia completa delle presenze e delle reti in nazionale ― Inghilterra | Cronologia completa delle presenze e delle reti in nazionale ― Inghilterra | Cronologia completa delle presenze e delle reti in nazionale ― Inghilterra | Cronologia completa delle presenze e delle reti in nazionale ― Inghilterra | Cronologia completa delle presenze e delle reti in nazionale ― Inghilterra | Cronologia completa delle presenze e delle reti in nazionale ― Inghilterra | Cronologia completa delle presenze e delle reti in nazionale ― Inghilterra | Cronologia completa delle presenze e delle reti in nazionale ― Inghilterra |
| Data                                                                       | Città                                                                      | In casa                                                                    | Risultato                                                                  | Ospiti                                                                     | Competizione                                                               | Reti                                                                       | Note                                                                       |
| -------------------------------------------------------------------------- | -------------------------------------------------------------------------- | -------------------------------------------------------------------------- | -------------------------------------------------------------------------- | -------------------------------------------------------------------------- | -------------------------------------------------------------------------- | -------------------------------------------------------------------------- | -------------------------------------------------------------------------- |
| 15-11-2013                                                                 | Londra                                                                     | Inghilterra                                                                | 0 – 2                                                                      | Cile                                                                       | Amichevole                                                                 | -                                                                          | 77’                                                                        |
| 19-11-2013                                                                 | Londra                                                                     | Inghilterra                                                                | 0 – 1                                                                      | Germania                                                                   | Amichevole                                                                 | -                                                                          | 76’                                                                        |
| 5-3-2014                                                                   | Londra                                                                     | Inghilterra                                                                | 1 – 0                                                                      | Danimarca                                                                  | Amichevole                                                                 | -                                                                          | 59’                                                                        |
| 30-5-2014                                                                  | Londra                                                                     | Inghilterra                                                                | 3 – 0                                                                      | Perù                                                                       | Amichevole                                                                 | -                                                                          | 73’                                                                        |
| 4-6-2014                                                                   | Miami Gardens                                                              | Ecuador                                                                    | 2 – 2                                                                      | Inghilterra                                                                | Amichevole                                                                 | -                                                                          | 87’                                                                        |
| 7-6-2014                                                                   | Miami Gardens                                                              | Inghilterra                                                                | 0 – 0                                                                      | Honduras                                                                   | Amichevole                                                                 | -                                                                          | 61’                                                                        |
| 14-6-2014                                                                  | Manaus                                                                     | Inghilterra                                                                | 1 – 2                                                                      | Italia                                                                     | Mondiali 2014 - 1º turno                                                   | -                                                                          | 80’                                                                        |
| 19-6-2014                                                                  | San Paolo                                                                  | Uruguay                                                                    | 2 – 1                                                                      | Inghilterra                                                                | Mondiali 2014 - 1º turno                                                   | -                                                                          | 71’                                                                        |
| 24-6-2014                                                                  | Belo Horizonte                                                             | Costa Rica                                                                 | 0 – 0                                                                      | Inghilterra                                                                | Mondiali 2014 - 1º turno                                                   | -                                                                          | 57’ 62’                                                                    |
| 9-10-2014                                                                  | Londra                                                                     | Inghilterra                                                                | 5 – 0                                                                      | San Marino                                                                 | Qual. Euro 2016                                                            | -                                                                          | 46’                                                                        |
| 12-10-2014                                                                 | Tallinn                                                                    | Estonia                                                                    | 0 – 1                                                                      | Inghilterra                                                                | Qual. Euro 2016                                                            | -                                                                          |                                                                            |
| 15-11-2014                                                                 | Londra                                                                     | Inghilterra                                                                | 3 – 1                                                                      | Slovenia                                                                   | Qual. Euro 2016                                                            | -                                                                          | 80’                                                                        |
| 18-11-2014                                                                 | Glasgow                                                                    | Scozia                                                                     | 1 – 3                                                                      | Inghilterra                                                                | Amichevole                                                                 | -                                                                          | 46’                                                                        |
| 7-6-2015                                                                   | Dublino                                                                    | Irlanda                                                                    | 0 – 0                                                                      | Inghilterra                                                                | Amichevole                                                                 | -                                                                          | 82’                                                                        |
| 14-6-2015                                                                  | Lubiana                                                                    | Slovenia                                                                   | 2 – 3                                                                      | Inghilterra                                                                | Qual. Euro 2016                                                            | -                                                                          | 46’                                                                        |
| 9-10-2015                                                                  | Londra                                                                     | Inghilterra                                                                | 2 – 0                                                                      | Estonia                                                                    | Qual. Euro 2016                                                            | -                                                                          | 73’                                                                        |
| 12-10-2015                                                                 | Vilnius                                                                    | Lituania                                                                   | 0 – 3                                                                      | Inghilterra                                                                | Qual. Euro 2016                                                            | -                                                                          | 67’                                                                        |
| 13-11-2015                                                                 | Alicante                                                                   | Spagna                                                                     | 2 – 0                                                                      | Inghilterra                                                                | Amichevole                                                                 | -                                                                          | 63’                                                                        |
| 17-11-2015                                                                 | Londra                                                                     | Inghilterra                                                                | 2 – 0                                                                      | Francia                                                                    | Amichevole                                                                 | -                                                                          | 68’                                                                        |
| 26-3-2016                                                                  | Berlino                                                                    | Germania                                                                   | 2 – 3                                                                      | Inghilterra                                                                | Amichevole                                                                 | -                                                                          | 71’                                                                        |
| 29-3-2016                                                                  | Londra                                                                     | Inghilterra                                                                | 1 – 2                                                                      | Paesi Bassi                                                                | Amichevole                                                                 | -                                                                          | 70’                                                                        |
| 27-5-2016                                                                  | Sunderland                                                                 | Inghilterra                                                                | 2 – 1                                                                      | Australia                                                                  | Amichevole                                                                 | -                                                                          | 46’                                                                        |
| 2-6-2016                                                                   | Londra                                                                     | Inghilterra                                                                | 1 – 0                                                                      | Portogallo                                                                 | Amichevole                                                                 | -                                                                          | 78’                                                                        |
| 11-6-2016                                                                  | Marsiglia                                                                  | Inghilterra                                                                | 1 – 1                                                                      | Russia                                                                     | Euro 2016 - 1º Turno                                                       | -                                                                          |                                                                            |
| 16-6-2016                                                                  | Lens                                                                       | Inghilterra                                                                | 2 – 1                                                                      | Galles                                                                     | Euro 2016 - 1º Turno                                                       | -                                                                          | 73’                                                                        |
| 20-6-2016                                                                  | Saint-Étienne                                                              | Slovacchia                                                                 | 0 – 0                                                                      | Inghilterra                                                                | Euro 2016 - 1º Turno                                                       | -                                                                          | 60’                                                                        |
| 4-9-2016                                                                   | Trnava                                                                     | Slovacchia                                                                 | 0 – 1                                                                      | Inghilterra                                                                | Qual. Mondiali 2018                                                        | 1                                                                          | 90+5’                                                                      |
| 11-11-2016                                                                 | Londra                                                                     | Inghilterra                                                                | 3 – 0                                                                      | Scozia                                                                     | Qual. Mondiali 2018                                                        | 1                                                                          |                                                                            |
| 15-11-2016                                                                 | Londra                                                                     | Inghilterra                                                                | 2 – 2                                                                      | Spagna                                                                     | Amichevole                                                                 | 1                                                                          | 27’                                                                        |
| 22-3-2017                                                                  | Dortmund                                                                   | Germania                                                                   | 1 – 0                                                                      | Inghilterra                                                                | Amichevole                                                                 | -                                                                          | 66’                                                                        |
| 26-3-2017                                                                  | Londra                                                                     | Inghilterra                                                                | 2 – 0                                                                      | Lituania                                                                   | Qual. Mondiali 2018                                                        | -                                                                          |                                                                            |
| 10-6-2017                                                                  | Glasgow                                                                    | Scozia                                                                     | 2 – 2                                                                      | Inghilterra                                                                | Qual. Mondiali 2018                                                        | -                                                                          |                                                                            |
| 13-6-2017                                                                  | Saint-Denis                                                                | Francia                                                                    | 3 – 2                                                                      | Inghilterra                                                                | Amichevole                                                                 | -                                                                          | 76’                                                                        |
| 27-3-2018                                                                  | Londra                                                                     | Inghilterra                                                                | 1 – 1                                                                      | Italia                                                                     | Amichevole                                                                 | -                                                                          | 60’                                                                        |
| Totale                                                                     |                                                                            | Presenze                                                                   | 34                                                                         |                                                                            | Reti                                                                       | 3                                                                          |                                                                            |

## Palmarès

### Competizioni nazionali
- Football League Trophy: 1

Southampton: 2009-2010
- Campionato inglese: 1

Liverpool: 2019-2020

### Competizioni internazionali
- UEFA Champions League: 1

Liverpool: 2018-2019
- Supercoppa UEFA: 1

Liverpool: 2019
- Coppa del mondo per club: 1

Liverpool: 2019